# Întregalde
Întregalde é uma comuna romena localizada no distrito de Alba, na região histórica da Transilvânia. A comuna possui uma área de 82.86 km² e sua população era de 743 habitantes segundo o censo de 2007.